# Багринова улица (Киев)
Багринова улица (укр. Багринова вулиця) — улица в Голосеевском районе города Киева, местность Мышеловка. Пролегает от проспекта Науки (дважды, образуя форму скобки).
К ней присоединяются улицы Маршальская, Буковинская, Военная, Новокорчеватская и проход к проспекту Науки.

## История
Улица образовалась в 1-й половине XX века под названием 184-а Новая, с 1944 года — Багрінова (Багринова), от местности Багринова гора, вблизи которой проложена улица. Современное название в честь русского флотоводца, командующего Черноморским флотом адмирала Ф. Ф. Ушакова — с 1952 года.